# Хлопчик з околиці
«Хлопчик з околиці» (рос. «Мальчик с окраины») — радянський художній фільм 1947 року, знятий на студії «Союздитфільм» режисером Василем Журавльовим.

## Сюжет
1916 рік. У родині машиніста Скворцова на одній з околиць Москви росте син Андрій, майбутній конструктор надскорострільної гармати, а поки — допитливий і працьовитий хлопець, який мріє про навчання. Попереду — роки революції і Велика Вітчизняна війна…

## У ролях
- Євген Самойлов — Андрій Скворцов
- Анатолій Ганичев — Андрій Скворцов в дитинстві
- Сергій Лук'янов — батько Андрія
- А. Васильєва — мати Андрія
- Борис Пославський — Авдеїч
- Андрій Абрикосов — епізод
- Микола Боголюбов — директор заводу
- Тетяна Окунєвська — Іра
- Юрій Любимов — Костя
- Олександр Соколов — Костя в дитинстві
- Майя Маркова — Ліда, сестра Андрія
- Ігор Горлов — Петя
- Микола Анненков — професор Семенов
- Георгій Мілляр — епізод
- Павло Шпрингфельд — епізод

## Знімальна група
- Сценарист: Йосип Прут, Вадим Кожевников
- Режисер: Василь Журавльов
- Художник: Олександр Діхтяр
- Композитор: Сергій Потоцький